# Booker T. Jones
Booker T. Jones (* 12. listopadu 1944 Memphis, Tennessee, USA) je americký hudební producent, skladatel, klávesista a multiinstrumentalista. Od roku 1962 je frontmanem skupiny Booker T. & the M.G.'s, se kterou byl v roce 1992 uveden do Rock and Roll Hall of Fame. Dále spolupracoval například s Otisem Reddingem, se kterým vystoupil i na festivalu Monterey Pop Festival v roce 1967, odkud později vyšlo album Historic Performances Recorded at the Monterey International Pop Festival. V roce 1973 hrál na baskytaru na albu Boba Dylana s názvem Pat Garrett & Billy the Kid.

## Diskografie
Sólová alba
- Green Onions (1962)
- Evergreen (1974)
- Try And Love Again (1978)
- The Best Of You (1980)
- I Want You (1981)
- Runaway (1989)
- Potato Hole (2009)
- The Road from Memphis (2011)